# Huitième district congressionnel de Caroline du Nord
Le 8e district congressionnel de Caroline du Nord est un district qui comprend une grande partie de la région sud du Piedmont de Caroline du Nord, de Concord à Spring Lake, y compris China Grove, Albemarle, Troy et Raeford. Le district comprend tout le comté de Cabarrus, le comté de Montgomery, le comté de Hoke et le comté de Stanly, ainsi que des parties du comté de Rowan et du comté de Cumberland.
Le district est actuellement représenté par le Républicain Dan Bishop.
Le dépôt des candidatures a commencé le 24 février 2022, après que la Cour suprême de Caroline du Nord a approuvé une nouvelle carte qui a modifié les limites du 8e district pour inclure les comtés d'Anson, Davidson, Montgomery, Rowan, Stanly et Union et des parties des comtés de Cabarrus et Richmond.

## Géographie
Voici les comtés dans la carte 2023 - 2025
- Anson
- Cabarrus (en partie)
- Davidson
- Montgomery
- Richmond (en partie)
- Rowan
- Stanly
- Union

## Historique de vote
| Année | Poste     | Résultats               |
| ----- | --------- | ----------------------- |
| 2000  | Président | Gore 48,9 % – 48,4 %    |
| 2004  | Président | Bush 50,7 % – 48,3 %    |
| 2008  | Président | Obama 52,9 % – 45,6 %   |
| 2012  | Président | Obama 51,0 % – 47,2 %   |
| 2016  | Président | Clinton 48,0 % – 45,9 % |
| 2020  | Président | Biden 51,3 % – 46,8 %   |

## Liste des Représentants du district
| Membre                              | Parti                 | Années                            | Congrès        | Histoire électorale | Zone géographique                     |
| ----------------------------------- | --------------------- | --------------------------------- | -------------- | --- | ------------------------------------- |
| District établit le 4 mars 1793     |                       |                                   |                | |                                       |
| William J. Dawson (en)              | Anti-Administration   | 4 mars 1793 - 3 mars 1795         | 3e             | Élu en 1793. Perd sa réélection. |                                       |
| Dempsey Burges (en)                 | Républicain-Démocrate | 4 mars 1795 - 3 mars 1799         | 4e , 5e        | Élu en 1795. Réélu en 1796. Perd sa réélection. |                                       |
| David Stone (en)                    | Républicain-Démocrate | 4 mars 1799 - 3 mars 1801         | 6e             | Réélu en 1798. Réélu en 1800. Décline le siège car ayant également été élu au Sénat des États-Unis.                                                                                                 |                                       |
| Vacant                              | Vacant                | 4 mars 1801 - 7 décembre 1801     | 7e             | |                                       |
| Charles Johnson (en)                | Républicain-Démocrate | 7 décembre 1801 - 23 juillet 1802 | 7e             | Élu le 6 août 1801 pour terminer le mandat de Stone. |                                       |
| Vacant                              | Vacant                | 23 juillet 1802 - 7 décembre 1802 | 7e             | |                                       |
| Thomas Wynns (en)                   | Républicain-Démocrate | 7 décembre 1802 - 3 mars 1803     | 7e             | Élu le 15 octobre 1802 pour terminer le mandat de Johnson et intronisé le 7 décembre 1802. Redécoupage vers le 1er district.                                                                        |                                       |
| Richard Stanford (en)               | Républicain-Démocrate | 4 mars 1803 - 9 avril 1816        | 8e - 14e       | Redécoupage depuis le 4e district et réélu en 1803. Réélu en 1804. Réélu en 1806. Réélu en 1808. Réélu en 1810. Réélu en 1813. Réélu en 1815. Décès.                                                | 1803–1813                             |
| Vacant                              | Vacant                | 9 avril 1816 - 2 décembre 1816    | 14e            | | 1813–1843                             |
| Samuel Dickens (en)                 | Républicain-Démocrate | 2 décembre 1816 - 3 mars 1817     | 14e            | Élu pour terminer le mandat de Stanford. Perd sa réélection. | 1813–1843                             |
| James S. Smith (en)                 | Républicain-Démocrate | 4 mars 1817 - 3 mars 1821         | 15e , 16e      | Élu en 1817. Réélu en 1819. Retrait. | 1813–1843                             |
| Josiah Crudup (en)                  | Républicain-Démocrate | 4 mars 1821 - 3 mars 1823         | 17e            | Élu en 1821. Retrait. | 1813–1843                             |
| Willie P. Mangum                    | Républicain-Démocrate | 4 mars 1823 - .3 mars 1825        | 18e , 19e      | Élu en 1823. Réélu en 1826. Démissionne. | 1813–1843                             |
| Willie P. Mangum                    | Jacksonien (en)       | 4 mars 1825 - 18 mars 1826        | 18e , 19e      | Élu en 1823. Réélu en 1826. Démissionne. | 1813–1843                             |
| Vacant                              | Vacant                | 18 mars 1826 - 4 décembre 1826    | 19e            | | 1813–1843                             |
| Daniel L. Barringer (en)            | Jacksonien (en)       | 4 décembre 1826 - 3 mars 1833     | 19e - 23e      | Élu le 3 novembre 1826 pour terminer le mandat de Mangum et intronisé le 4 décembre 1826. Réélu en 1827. Réélu en 1829. Réélu en 1831. Réélu en 1833.                                               | 1813–1843                             |
| Daniel L. Barringer (en)            | Anti-Jacksonien       | 4 mars 1833 - 3 mars 1835         | 19e - 23e      | Élu le 3 novembre 1826 pour terminer le mandat de Mangum et intronisé le 4 décembre 1826. Réélu en 1827. Réélu en 1829. Réélu en 1831. Réélu en 1833.                                               | 1813–1843                             |
| William Montgomery (en)             | Jacksonien (en)       | 4 mars 1835 - 3 mars 1837         | 24e - 26e      | Élu en 1835. Réélu en 1837. Réélu en 1839. | 1813–1843                             |
| William Montgomery (en)             | Démocrate             | 4 mars 1837 - 3 mars 1841         | 24e - 26e      | Élu en 1835. Réélu en 1837. Réélu en 1839. | 1813–1843                             |
| Romulus M. Saunders (en)            | Démocrate             | 4 mars 1841 - 3 mars 1843         | 27e            | Élu en 1841. Redécoupage vers le 5e district. | 1813–1843                             |
| Archibald Hunter Arrington (en)     | Démocrate             | 4 mars 1843 - 3 mars 1845         | 28e            | Redécoupage depuis le 6e district et réélu en 1843. |                                       |
| Henry S. Clark (en)                 | Démocrate             | 4 mars 1845 - 3 mars 1847         | 29e            | Élu en 1845. |                                       |
| Richard S. Donnell (en)             | Whig                  | 4 mars 1847 - 3 mars 1849         | 30e            | Élu en 1847. |                                       |
| Edward Stanly (en)                  | Whig                  | 4 mars 1849 - 3 mars 1853         | 31e , 32e      | Élu en 1849. Réélu en 1851. |                                       |
| Thomas L. Clingman (en)             | Démocrate             | 4 mars 1853 - 7 mai 1858          | 33e - 35e      | Redécoupage depuis le 1er district et réélu en 1853. Réélu en 1855. Réélu en 1857. Démissionne lorsqu'élu Sénateur des États-Unis.                                                                  |                                       |
| Vacant                              | Vacant                | 7 mai 1858 - 7 décembre 1858      | 35e            | |                                       |
| Zebulon B. Vance (en)               | Démocrate             | 7 décembre 1858 - 3 mars 1861     | 35e , 36e      | Élu pour terminer le mandat de Clingman. Réélu en 1859. |                                       |
| Vacant                              | Vacant                | 4 mars 1861 - 20 juillet 1868     | 37e - 40e      | Guerre de Sécession et Reconstruction | Guerre de Sécession et Reconstruction |
| District supprimé le 6 juillet 1868 |                       |                                   |                | |                                       |
| District rétablit le 4 mars 1873    |                       |                                   |                | |                                       |
| Robert B. Vance                     | Démocrate             | 4 mars 1873 - 3 mars 1885         | 43e - 48e      | Élu en 1872. Réélu en 1874. Réélu en 1876. Réélu en 1878. Réélu en 1880. Réélu en 1882. |                                       |
| William H. H. Cowles (en)           | Démocrate             | 4 mars 1885 - 3 mars 1893         | 49e - 52e      | Élu en 1884. Réélu en 1886. Réélu en 1888.. Réélu en 1890. |                                       |
| William H. Bower (en)               | Démocrate             | 4 mars 1893 - 3 mars 1895         | 53e            | Élu en 1892. |                                       |
| Romulus Z. Linney                   | Républicain           | 4 mars 1895 - 3 mars 1901         | 54e - 56e      | Élu en 1894. Réélu en 1896. Réélu en 1898. |                                       |
| E. Spencer Blackburn (en)           | Républicain           | 4 mars 1901 - 3 mars 1903         | 57e            | Élu en 1900. |                                       |
| Theodore F. Kluttz (en)             | Démocrate             | March 4, 1903 – March 3, 1905     | 58e            | Redécoupage depuis le 7e district et réélu en 1902. |                                       |
| E. Spencer Blackburn (en)           | Républicain           | 4 mars 1905 - 3 mars 1907         | 59e            | Élu en 1904. |                                       |
| Richard N. Hackett (en)             | Démocrate             | 4 mars 1907 - 3 mars 1909         | 60e            | Élu en 1906. |                                       |
| Charles H. Cowles (en)              | Républicain           | 4 mars 1909 - 3 mars 1911         | 61e            | Élu en 1908. |                                       |
| Robert L. Doughton (en)             | Démocrate             | 4 mars 1911 - 3 mars 1933         | 62e - 72e      | Élu en 1910. Réélu en 1912. Réélu en 1914. Réélu en 1916. Réélu en 1918. Réélu en 1920. Réélu en 1922. Réélu en 1924. Réélu en 1926. Réélu en 1928. Réélu en 1930. Redécoupage vers le 9e district. |                                       |
| Walter Lambeth (en)                 | Démocrate             | 4 mars 1933 - 3 janvier 1939      | 73e - 75e      | Redécoupage depuis le 7e district et réélu en 1932. Réélu en 1934. Réélu en 1936. |                                       |
| William O. Burgin (en)              | Démocrate             | 3 janvier 1939 - 11 avril 1946    | 76e - 79e      | Élu en 1938. Réélu en 1940. Réélu en 1942. Réélu en 1944. Décès. |                                       |
| Vacant                              | Vacant                | 11 avril 1946 - 25 mai 1946       | 79e            | |                                       |
| Eliza Pratt (en)                    | Démocrate             | 25 mai 1946 - 3 janvier 1947      | 79e            | Élue pour terminer le mandat de Burgin. |                                       |
| Charles B. Deane (en)               | Démocrate             | 3 janvier 1947 - 3 janvier 1957   | 80e - 84e      | Élu en 1946. Réélu en 1948. Réélu en 1950. Réélu en 1952. Réélu en 1954. |                                       |
| Alvin Paul Kitchin (en)             | Démocrate             | 3 janvier 1957 - 3 janvier 1963   | 85e - 87e      | Élu en 1956. Réélu en 1958. Réélu en 1960. Perd sa réélection après le redécoupage. |                                       |
| Charles R. Jonas (en)               | Républicain           | 3 janvier 1963 - 3 janvier 1969   | 88e - 90e      | Redécoupage depuis le 10e district et réélu en 1962. Réélu en 1964. Réélu en 1966. Redécoupage vers le 9e district.                                                                                 |                                       |
| Earl B. Ruth                        | Républicain           | 3 janvier 1969 - 3 janvier 1975   | 91e - 93e      | Élu en 1968. Réélu en 1970. Réélu en 1972. Perd sa réélection. |                                       |
| Bill Hefner (en)                    | Démocrate             | 3 janvier 1975 - 3 janvier 1999   | 94e - 105e     | Élu en 1974. Réélu en 1976. Réélu en 1978. Réélu en 1980. Réélu en 1982. Réélu en 1984. Réélu en 1986. Réélu en 1988. Réélu en 1990. Réélu en 1992. Réélu en 1994. Réélu en 1996. Retrait.          |                                       |
| Robin Hayes (en)                    | Républicain           | 3 janvier 1999 - 3 janvier 2009   | 106e - 110e    | Élu en 1998. Réélu en 2000. Réélu en 2002. Réélu en 2004. Réélu en 2006. Perd sa réélection. |                                       |
| Larry Kissell                       | Démocrate             | 3 janvier 2009 - 3 janvier 2013   | 111e , 112e    | Élu en 2008. Réélu en 2010. Perd sa réélection. | 2003–2013                             |
| Richard Hudson                      | Républicain           | 3 janvier 2013 - 3 janvier 2023   | 113e - 117e    | Élu en 2012. Réélu en 2014. Réélu en 2016. Réélu en 2018. Réélu en 2020. Redécoupage vers le 9e district.                                                                                           | 2013–2017                             |
| Richard Hudson                      | Républicain           | 3 janvier 2013 - 3 janvier 2023   | 113e - 117e    | Élu en 2012. Réélu en 2014. Réélu en 2016. Réélu en 2018. Réélu en 2020. Redécoupage vers le 9e district.                                                                                           | 2017–2021                             |
| Richard Hudson                      | Républicain           | 3 janvier 2013 - 3 janvier 2023   | 113e - 117e    | Élu en 2012. Réélu en 2014. Réélu en 2016. Réélu en 2018. Réélu en 2020. Redécoupage vers le 9e district.                                                                                           | 2021–2023                             |
| Dan Bishop                          | Républicain           | 3 janvier 2023 - Présent          | 118e - Présent | Redécoupage depuis le 9e district et réélu en 2022. Retrait à la fin de son mandat pour se présenter comme Procureur Général de Caroline du Nord.                                                   | 2023–2025                             |

## Résultats des récentes élections
Voici les résultats des dix précédents cycles électoraux dans le district.

### 2004
| Élection de 2004 du 8e district congressionnel de Caroline du Nord | Élection de 2004 du 8e district congressionnel de Caroline du Nord | Élection de 2004 du 8e district congressionnel de Caroline du Nord | Élection de 2004 du 8e district congressionnel de Caroline du Nord | Élection de 2004 du 8e district congressionnel de Caroline du Nord |
| ------------------------------------------------------------------ | ------------------------------------------------------------------ | ------------------------------------------------------------------ | ------------------------------------------------------------------ | ------------------------------------------------------------------ |
| Parti                                                              | Parti                                                              | Candidat                                                           | Votes                                                              | %                                                                  |
|                                                                    | Républicain                                                        | Robin Hayes (en) (sortant)                                         | 125 070                                                            | 55,5                                                               |
|                                                                    | Démocrate                                                          | Beth Troutman                                                      | 100 101                                                            | 44,5                                                               |
| Total des votes                                                    | Total des votes                                                    | Total des votes                                                    | 225 171                                                            | 100 %                                                              |
|                                                                    | Les Républicains conservent                                        |                                                                    |                                                                    |                                                                    |

### 2006
| Élection de 2006 du 8e district congressionnel de Caroline du Nord | Élection de 2006 du 8e district congressionnel de Caroline du Nord | Élection de 2006 du 8e district congressionnel de Caroline du Nord | Élection de 2006 du 8e district congressionnel de Caroline du Nord | Élection de 2006 du 8e district congressionnel de Caroline du Nord |
| ------------------------------------------------------------------ | ------------------------------------------------------------------ | ------------------------------------------------------------------ | ------------------------------------------------------------------ | ------------------------------------------------------------------ |
| Parti                                                              | Parti                                                              | Candidat                                                           | Votes                                                              | %                                                                  |
|                                                                    | Républicain                                                        | Robin Hayes (en) (sortant)                                         | 60 926                                                             | 50,1                                                               |
|                                                                    | Démocrate                                                          | Larry Kissell                                                      | 60 597                                                             | 49,9                                                               |
| Total des votes                                                    | Total des votes                                                    | Total des votes                                                    | 121 523                                                            | 100 %                                                              |
|                                                                    | Les Républicains conservent                                        |                                                                    |                                                                    |                                                                    |

### 2008
| Élection de 2008 du 8e district congressionnel de Caroline du Nord | Élection de 2008 du 8e district congressionnel de Caroline du Nord | Élection de 2008 du 8e district congressionnel de Caroline du Nord | Élection de 2008 du 8e district congressionnel de Caroline du Nord | Élection de 2008 du 8e district congressionnel de Caroline du Nord |
| ------------------------------------------------------------------ | ------------------------------------------------------------------ | ------------------------------------------------------------------ | ------------------------------------------------------------------ | ------------------------------------------------------------------ |
| Parti                                                              | Parti                                                              | Candidat                                                           | Votes                                                              | %                                                                  |
|                                                                    | Démocrate                                                          | Larry Kissell                                                      | 157 185                                                            | 55,4                                                               |
|                                                                    | Républicain                                                        | Robin Hayes (en) (sortant)                                         | 126 634                                                            | 44,6                                                               |
| Total des votes                                                    | Total des votes                                                    | Total des votes                                                    | 283 819                                                            | 100 %                                                              |
|                                                                    | Les Démocrates prennent aux Républicains                           |                                                                    |                                                                    |                                                                    |

### 2010
| Élection de 2010 du 8e district congressionnel de Caroline du Nord | Élection de 2010 du 8e district congressionnel de Caroline du Nord | Élection de 2010 du 8e district congressionnel de Caroline du Nord | Élection de 2010 du 8e district congressionnel de Caroline du Nord | Élection de 2010 du 8e district congressionnel de Caroline du Nord |
| ------------------------------------------------------------------ | ------------------------------------------------------------------ | ------------------------------------------------------------------ | ------------------------------------------------------------------ | ------------------------------------------------------------------ |
| Parti                                                              | Parti                                                              | Candidat                                                           | Votes                                                              | %                                                                  |
|                                                                    | Démocrate                                                          | Larry Kissell (sortant)                                            | 88 776                                                             | 53,0                                                               |
|                                                                    | Républicain                                                        | Harold Johnson                                                     | 73 129                                                             | 43,7                                                               |
|                                                                    | Libertarien                                                        | Thomas Hill                                                        | 5 098                                                              | 3,0                                                                |
|                                                                    | Write-In                                                           | Write-In                                                           | 439                                                                | 0,3                                                                |
| Total des votes                                                    | Total des votes                                                    | Total des votes                                                    | 167 442                                                            | 100 %                                                              |
|                                                                    | Les Démocrates conservent                                          |                                                                    |                                                                    |                                                                    |

### 2012
| Élection de 2012 du 8e district congressionnel de Caroline du Nord | Élection de 2012 du 8e district congressionnel de Caroline du Nord | Élection de 2012 du 8e district congressionnel de Caroline du Nord | Élection de 2012 du 8e district congressionnel de Caroline du Nord | Élection de 2012 du 8e district congressionnel de Caroline du Nord |
| ------------------------------------------------------------------ | ------------------------------------------------------------------ | ------------------------------------------------------------------ | ------------------------------------------------------------------ | ------------------------------------------------------------------ |
| Parti                                                              | Parti                                                              | Candidat                                                           | Votes                                                              | %                                                                  |
|                                                                    | Républicain                                                        | Richard Hudson                                                     | 160 695                                                            | 53,2                                                               |
|                                                                    | Démocrate                                                          | Larry Kissell (sortant)                                            | 137 139                                                            | 45,4                                                               |
|                                                                    | Indépendant                                                        | Antonio Blue (write-in)                                            | 3 990                                                              | 1,3                                                                |
|                                                                    | Autres                                                             | Autres                                                             | 456                                                                | 0,1                                                                |
| Total des votes                                                    | Total des votes                                                    | Total des votes                                                    | 302 280                                                            | 100 %                                                              |
|                                                                    | Les Républicains prennent aux Démocrates                           |                                                                    |                                                                    |                                                                    |

### 2014
| Élection de 2014 du 8e district congressionnel de Caroline du Nord | Élection de 2014 du 8e district congressionnel de Caroline du Nord | Élection de 2014 du 8e district congressionnel de Caroline du Nord | Élection de 2014 du 8e district congressionnel de Caroline du Nord | Élection de 2014 du 8e district congressionnel de Caroline du Nord |
| ------------------------------------------------------------------ | ------------------------------------------------------------------ | ------------------------------------------------------------------ | ------------------------------------------------------------------ | ------------------------------------------------------------------ |
| Parti                                                              | Parti                                                              | Candidat                                                           | Votes                                                              | %                                                                  |
|                                                                    | Républicain                                                        | Richard Hudson (sortant)                                           | 121 568                                                            | 64,9                                                               |
|                                                                    | Démocrate                                                          | Antonio Blue                                                       | 65 854                                                             | 35,1                                                               |
| Total des votes                                                    | Total des votes                                                    | Total des votes                                                    | 187 422                                                            | 100 %                                                              |
|                                                                    | Les Républicains conservent                                        |                                                                    |                                                                    |                                                                    |

### 2016
| Élection de 2016 du 8e district congressionnel de Caroline du Nord | Élection de 2016 du 8e district congressionnel de Caroline du Nord | Élection de 2016 du 8e district congressionnel de Caroline du Nord | Élection de 2016 du 8e district congressionnel de Caroline du Nord | Élection de 2016 du 8e district congressionnel de Caroline du Nord |
| ------------------------------------------------------------------ | ------------------------------------------------------------------ | ------------------------------------------------------------------ | ------------------------------------------------------------------ | ------------------------------------------------------------------ |
| Parti                                                              | Parti                                                              | Candidat                                                           | Votes                                                              | %                                                                  |
|                                                                    | Républicain                                                        | Richard Hudson (sortant)                                           | 189 863                                                            | 58,8                                                               |
|                                                                    | Démocrate                                                          | Thomas Mills                                                       | 133 182                                                            | 41,2                                                               |
| Total des votes                                                    | Total des votes                                                    | Total des votes                                                    | 323 045                                                            | 100 %                                                              |
|                                                                    | Les Républicains conservent                                        |                                                                    |                                                                    |                                                                    |

### 2018
| Élection de 2018 du 8e district congressionnel de Caroline du Nord | Élection de 2018 du 8e district congressionnel de Caroline du Nord | Élection de 2018 du 8e district congressionnel de Caroline du Nord | Élection de 2018 du 8e district congressionnel de Caroline du Nord | Élection de 2018 du 8e district congressionnel de Caroline du Nord |
| ------------------------------------------------------------------ | ------------------------------------------------------------------ | ------------------------------------------------------------------ | ------------------------------------------------------------------ | ------------------------------------------------------------------ |
| Parti                                                              | Parti                                                              | Candidat                                                           | Votes                                                              | %                                                                  |
|                                                                    | Républicain                                                        | Richard Hudson (sortant)                                           | 141 402                                                            | 55,3                                                               |
|                                                                    | Démocrate                                                          | Frank McNeill                                                      | 114 119                                                            | 44,7                                                               |
| Total des votes                                                    | Total des votes                                                    | Total des votes                                                    | 255 521                                                            | 100 %                                                              |
|                                                                    | Les Républicains conservent                                        |                                                                    |                                                                    |                                                                    |

### 2020
| Élection de 2020 du 8e district congressionnel de Caroline du Nord | Élection de 2020 du 8e district congressionnel de Caroline du Nord | Élection de 2020 du 8e district congressionnel de Caroline du Nord | Élection de 2020 du 8e district congressionnel de Caroline du Nord | Élection de 2020 du 8e district congressionnel de Caroline du Nord |
| ------------------------------------------------------------------ | ------------------------------------------------------------------ | ------------------------------------------------------------------ | ------------------------------------------------------------------ | ------------------------------------------------------------------ |
| Parti                                                              | Parti                                                              | Candidat                                                           | Votes                                                              | %                                                                  |
|                                                                    | Républicain                                                        | Richard Hudson (sortant)                                           | 202 774                                                            | 53,3                                                               |
|                                                                    | Démocrate                                                          | Patricia Timmons-Goodson                                           | 177 781                                                            | 46,7                                                               |
| Total des votes                                                    | Total des votes                                                    | Total des votes                                                    | 380 555                                                            | 100 %                                                              |
|                                                                    | Les Républicains conservent                                        |                                                                    |                                                                    |                                                                    |

### 2022
Les Primaires démocrate et républicaine ont été annulées. Dan Bishop (R) et Scott Huffman (D) avancent vers l'Élection Générale.
| Élection de 2022 du 8e district congressionnel de Caroline du Nord | Élection de 2022 du 8e district congressionnel de Caroline du Nord | Élection de 2022 du 8e district congressionnel de Caroline du Nord | Élection de 2022 du 8e district congressionnel de Caroline du Nord | Élection de 2022 du 8e district congressionnel de Caroline du Nord |
| ------------------------------------------------------------------ | ------------------------------------------------------------------ | ------------------------------------------------------------------ | ------------------------------------------------------------------ | ------------------------------------------------------------------ |
| Parti                                                              | Parti                                                              | Candidat                                                           | Votes                                                              | %                                                                  |
|                                                                    | Républicain                                                        | Dan Bishop                                                         | 183 998                                                            | 69,9                                                               |
|                                                                    | Démocrate                                                          | Scott Huffman                                                      | 79 192                                                             | 30,1                                                               |
| Total des votes                                                    | Total des votes                                                    | Total des votes                                                    | 263 190                                                            | 100 %                                                              |
|                                                                    | Les Républicains conservent                                        |                                                                    |                                                                    |                                                                    |

### 2024
La primaire démocrate a été annulée. Justin Dunes (D) avance vers l'Élection Générale.
| Primaire Républicaine de 2024 du 8e district congressionnel de Caroline du Nord | Primaire Républicaine de 2024 du 8e district congressionnel de Caroline du Nord | Primaire Républicaine de 2024 du 8e district congressionnel de Caroline du Nord | Primaire Républicaine de 2024 du 8e district congressionnel de Caroline du Nord | Primaire Républicaine de 2024 du 8e district congressionnel de Caroline du Nord |
| ------------------------------------------------------------------------------- | ------------------------------------------------------------------------------- | ------------------------------------------------------------------------------- | ------------------------------------------------------------------------------- | ------------------------------------------------------------------------------- |
| Parti                                                                           | Parti                                                                           | Candidat                                                                        | Votes                                                                           | %                                                                               |
|                                                                                 | Républicain                                                                     | Mark Harris                                                                     | 24 764                                                                          | 30,4                                                                            |
|                                                                                 | Républicain                                                                     | Allan Baucom                                                                    | 21 964                                                                          | 27,0                                                                            |
|                                                                                 | Républicain                                                                     | John Bradford III                                                               | 14 458                                                                          | 17,8                                                                            |
|                                                                                 | Républicain                                                                     | Don Brown                                                                       | 8 519                                                                           | 10,5                                                                            |
|                                                                                 | Républicain                                                                     | Leigh Brown                                                                     | 7 845                                                                           | 9,6                                                                             |
|                                                                                 | Républicain                                                                     | Chris Maples                                                                    | 3 787                                                                           | 4,7                                                                             |

| Élection de 2024 du 8e district congressionnel de Caroline du Nord | Élection de 2024 du 8e district congressionnel de Caroline du Nord | Élection de 2024 du 8e district congressionnel de Caroline du Nord | Élection de 2024 du 8e district congressionnel de Caroline du Nord | Élection de 2024 du 8e district congressionnel de Caroline du Nord |
| ------------------------------------------------------------------ | ------------------------------------------------------------------ | ------------------------------------------------------------------ | ------------------------------------------------------------------ | ------------------------------------------------------------------ |
| Parti                                                              | Parti                                                              | Candidat                                                           | Votes                                                              | %                                                                  |
|                                                                    | Républicain                                                        | Mark Harris                                                        | 238 640                                                            | 59,6                                                               |
|                                                                    | Démocrate                                                          | Justin Dunes                                                       | 161 709                                                            | 40,4                                                               |
| Total des votes                                                    | Total des votes                                                    | Total des votes                                                    | 400 349                                                            | 100 %                                                              |
|                                                                    | Les Républicains conservent                                        |                                                                    |                                                                    |                                                                    |